# MZ TS

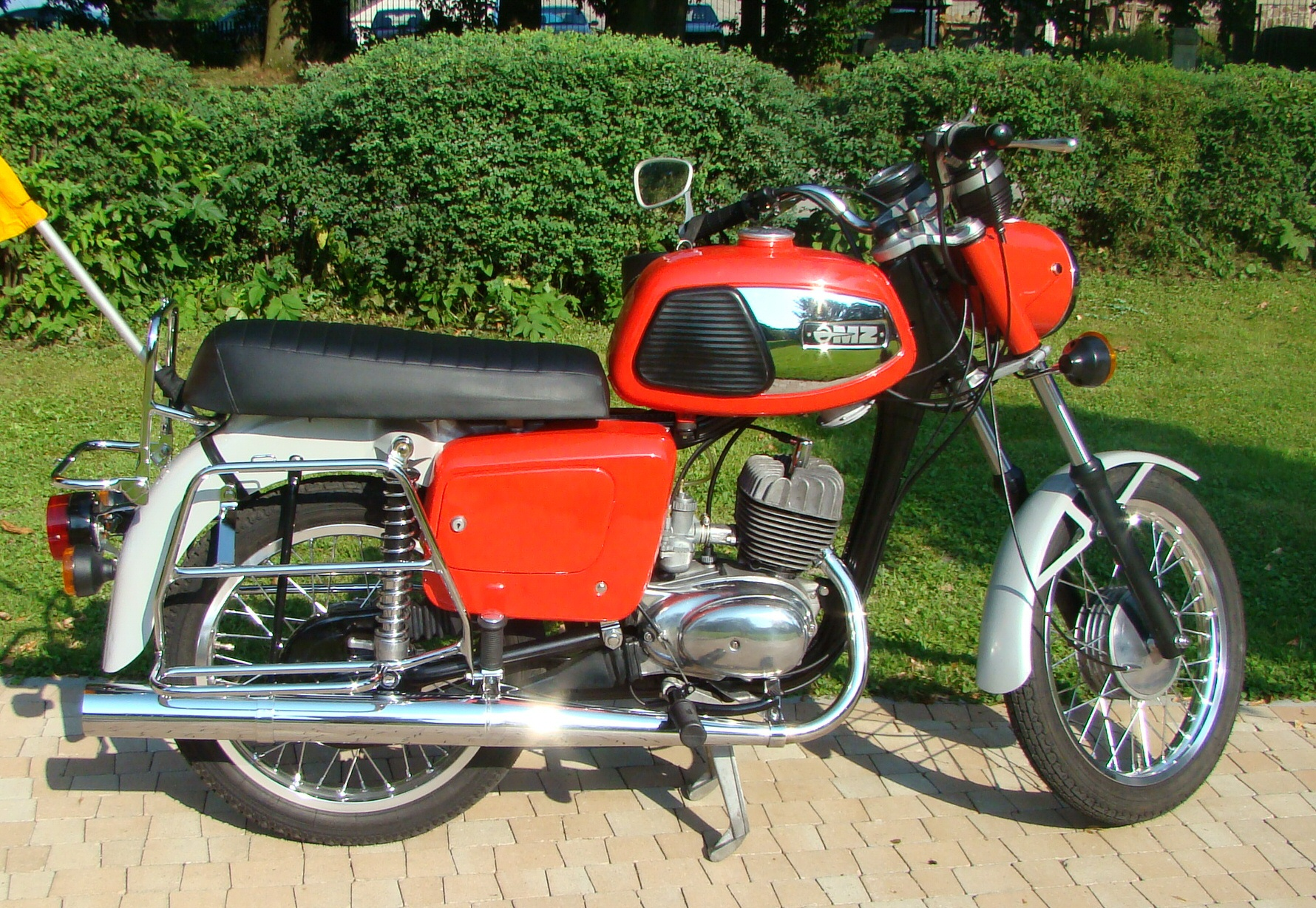
MZ TS 150

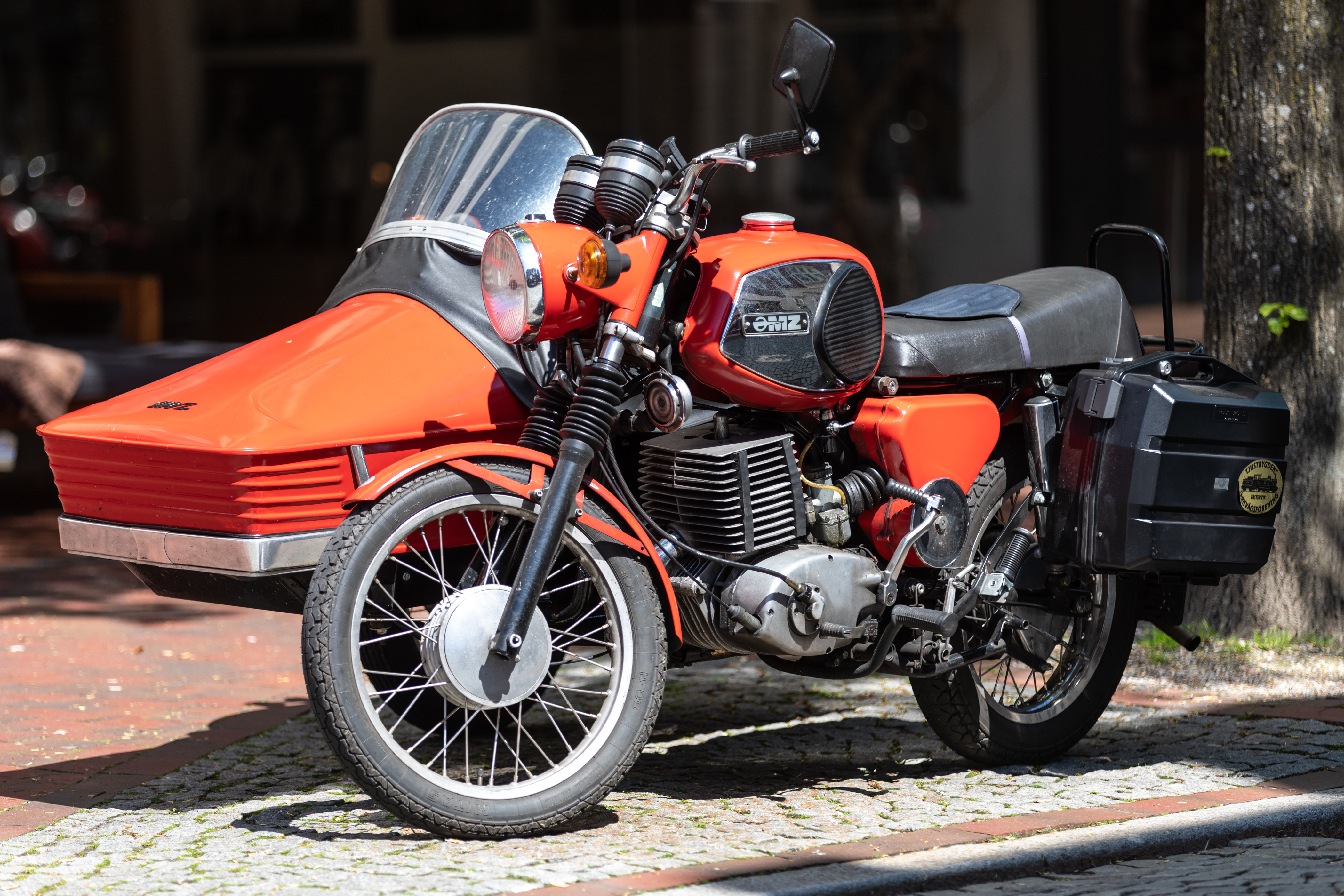
MZ TS 250/1 mit Seitenwagen Superelastik

Die Motorräder der Baureihe TS liefen beim VEB Motorradwerk Zschopau zwischen 1973 und 1985 vom Band. Kein anderer MZ-Typ wurde mit solch hohem Jahresausstoß produziert.
Das Kürzel steht herstellerseitig für „Teleskopgabel, Schwinge“. Die Modelle unterscheiden sich unter anderem im Fahrwerksaufbau und wurden teilweise gleichzeitig gebaut. Erhältlich waren die Zweitakter in den Hubraumklassen 125 cm³, 150 cm³ und 250 cm³.
Die „kleine“ Baureihe unterschied sich von ihrem Vorgänger  ETS 125/150 nur durch geringfügige Änderungen: Motor, Antrieb, Hinterradschwinge und verschiedene andere Teile waren vollkommen gleich, der Rahmen geringfügig modifiziert. 
Die TS 250 wartete dagegen als Neuentwicklung mit einer damals bemerkenswerten Neuerung auf: Der Motor sitzt nicht in einem Schleifenrahmen, sondern ist elastisch in einem den Geländesportmodellen entliehenen Parallelrohr-Brückenrahmen angehängt. 
Im Laufe der Bauzeit fand auch eine Modellpflege statt, welche einige technische und optische Änderungen zur Folge hatte.
Wie bei den meisten „großen“ MZ-Motorrädern war es möglich, dass es bereits ab Werk mit einem Beiwagen geliefert werden konnte. Dieser war mit wenig Aufwand auch für technisch Ungeübte abnehmbar, sodass das Fahrzeug als Motorradgespann oder als Solomaschine zu fahren war.